# River Senhouse
Der River Senhouse ist ein Fluss an der Küste im Osten von Dominica im Parish Saint David, im Carib Territory. Er mündet bei Castle Bruce in der St. David Bay in den Atlantik.

## Geographie
Der River Senhouse entspringt im Südosten im Gipfelbereich des Morne Fraser. Zwei Quellflüsse (⊙) verlaufen steil nach Osten und vereinigen sich oberhalb des Siedlungsgebiets von Castle Bruce zu einem Fluss. Im Siedlungsgebiet kommen noch weitere kleine Zuflüsse von links und Norden hinzu und bald darauf mündet der Fluss im Bereich der Steilküste in die St. David Bay (Anse Quanery) in den Atlantik.
Der Fluss liegt zwischen den Einzugsgebieten von Wakaman River (N) und Castle Bruce River.